# Womersley
Womersley är en by och en civil parish i Storbritannien. Den ligger i grevskapet North Yorkshire och riksdelen England, i den centrala delen av landet, 250 km norr om huvudstaden London. Orten har 363 invånare (2001). Den har en kyrka.